# Umberto Delle Fave
Umberto Delle Fave (San Severo, 13 dicembre 1912 – Roma, 14 ottobre 1986) è stato un politico italiano, presidente della Rai dal 24 marzo 1970 al 22 aprile 1975.

## Biografia
Uomo di spicco della Democrazia Cristiana, eletto deputato al parlamento italiano nelle legislature I, II, III e IV, quindi senatore nella V Legislatura, è nominato sottosegretario del Ministero del lavoro e della previdenza sociale nei governi De Gasperi VIII, Pella, Scelba e Segni I, e sottosegretario alle Poste e Telecomunicazioni nel Fanfani II.
Svolse l'orazione funebre di Enrico Mattei il giorno dei suoi funerali a Matelica.
È segretario del Consiglio dei ministri nei governi Fanfani III e Fanfani IV, Ministro del lavoro e della previdenza sociale nei governi Leone I e Moro II, ministro dei Rapporti col Parlamento nel Governo Moro I.
Prima della riforma della RAI del 1975 - quando alla direzione generale c'era Ettore Bernabei (DC) ed amministratore delegato era Luciano Paolicchi (PSI) - Umberto delle Fave fu presidente della RAI.